# Khosrow Golsorkhi
Khosro Golsorkhi, född 22 januari 1944 i Rasht, död 18 februari 1974 i Teheran genom avrättning, var en iransk journalist, poet, revolutionär och kommunistisk politiker. Golsorkhi var främst känd för sin poesi. Han dömdes till döden tillsammans med sin vän, regissören Keramat Daneshian, för att ha planerat kidnappningen av den iranske shahen Mohammad Reza Pahlavis son. Rättegången, som direktsändes i tv, pågick samtidigt som den internationella konferensen för mänskliga rättigheter.